# Concerto Armonico
Le Concerto Armonico, parfois appelé  Concerto Armonico Budapest, est un ensemble hongrois de musique classique fondé en 1983 et basé à Budapest, adepte de l'interprétation historiquement informée, soit l'interprétation sur instruments anciens (ou copies d'instruments anciens).
L'orchestre est spécialisé dans le répertoire de Carl Philipp Emanuel Bach dont il a enregistré une intégrale des concertos pour clavecin, piano à tangentes et piano-forte.

## Historique
L'orchestre Concerto Armonico est fondé en 1983 par des étudiants de l'académie de musique Ferenc Liszt à Budapest en Hongrie, qui avaient joué ensemble et étudié l'interprétation baroque.
L'ensemble donne son premier concert en 1986, sur des instruments d'époque.
L'orchestre participe ensuite à plusieurs festivals européens dont le Festival de Flandre, le festival de Hollande, le Festival Estival de Paris, les Journées de musique ancienne de Ratisbonne (Tagen Alter Musik Regensburg), Ambraser Schlosskonzerte Innsbruck et le festival Styriarte à Graz.
La direction artistique de l'orchestre est généralement assurée par Péter Szűts (premier violon) et Miklós Spányi (claveciniste) et, occasionnellement, par Márta Ábrahám et Miklós Spányi.

## Répertoire
Le répertoire de l'orchestre s'étend du début du baroque à la fin du XVIIIe siècle, avec un intérêt tout particulier pour la musique des fils de Jean-Sébastien Bach et surtout celle de Carl Philipp Emanuel Bach dont l'orchestre enregistre une intégrale des concertos pour clavecin, piano à tangentes et piano-forte.

## Discographie

### Hungaroton
De 1989 à 1995, le Concerto Armonico réalise des enregistrements pour le label hongrois Hungaroton, :
- 1989 : Madrid Mass  de Domenico Scarlatti, Stabat Mater  d'Antonio Caldara, Psalms de Claudio Monteverdi, par le Monteverdi Chamber Choir et le Concerto Armonico, dir. Éva Kollár (Hungaroton SLPD 12 877, republié en CD en 1990)
- 1989 : Two Harpsichord Concertos de Carl Philipp Emanuel Bach, Miklós Spányi, clavecin, Concerto Armonico dir. Péter Szűts (Hungaroton SLPD 31268)
- 1989 :  Harpsichord Concertos de Carl Philipp Emanuel Bach, Miklós Spányi, clavecin, Concerto Armonico dir. Péter Szűts (Hungaroton Antiqua HCD 31159)
- 1991 : 3 Cello Concertos de Carl Philipp Emanuel Bach, Balázs Máté, violoncelle, Miklós Spányi, clavecin, Concerto Armonico dir. Péter Szűts (Hungaroton SLPD 31337)
- 1991 : Symphonies de Johann Christian Bach, Alfredo Bernardini et Pierluigi Fabretti (hautbois), Sándor Endrödi et Tibor Maruzsa (cor) et Imre Mohl (basson), Concerto Armonico dir. Péter Szűts et Miklós Spányi (Hungaroton SLPD 31448)
- 1995 : Handel: Solo Cantatas par Mária Zádori et le Concerto Armonico (Hungaroton HCD 31534)

### BIS Records: l'intégrale
De 1995 à 2014, le Concerto Armonico enregistre une intégrale des concertos pour clavecin, piano à tangentes et piano-forte de Carl Philipp Emanuel Bach, publiée sur le label suédois BIS Records,,,.
Cette intégrale a été décrite comme « un monument unique à l'un des compositeurs les plus sous-estimés du XVIIIe siècle » (Gramophone) ainsi que « l'un des projets d'enregistrement les plus importants et les plus monumentaux du siècle à ce jour » (MusicWeb International) et « une réalisation marquante… dans l'histoire de la musique enregistrée » (klassik-heute.de).
Ces enregistrements sont publiés sous le titre générique Carl Philipp Emanuel Bach - The Complete Keyboard Concertos, :
- 1995 : Volume 1, Miklós Spányi, clavecin, dir. Péter Szűts et Miklós Spányi (BIS-CD-707)
- 1996 : Volume 2, Miklós Spányi, clavecin, dir. Péter Szűts et Miklós Spányi (BIS-CD-708)
- 1996 : Volume 3, Miklós Spányi, clavecin, dir. Péter Szűts et Miklós Spányi (BIS-CD-767)
- 1997 : Volume 4, Miklós Spányi, clavecin et piano-forte, dir. Péter Szűts et Miklós Spányi (BIS-CD-768)
- 1997 : Volume 5, Miklós Spányi, piano-forte, dir. Péter Szűts et Miklós Spányi (BIS-CD-785)
- 1998 : Volume 6, Miklós Spányi, piano à tangentes, dir. Péter Szűts (BIS-CD-786)
- 1998 : Volume 7, Miklós Spányi, piano à tangentes, dir. Péter Szűts et Miklós Spányi (BIS-CD-857)
- 1999 : Volume 8, Miklós Spányi, piano à tangentes, dir. Péter Szűts et Miklós Spányi (BIS-CD-867)
- 2000 : Volume 9, Miklós Spányi, piano à tangentes, dir. Péter Szűts et Miklós Spányi (BIS-CD-868)
- 2001 : Volume 10, Miklós Spányi, piano à tangentes, dir. Péter Szűts et Miklós Spányi (BIS-CD-914)
- 2002 : Volume 11, Miklós Spányi, piano à tangentes, dir. Péter Szűts et Miklós Spányi (BIS-CD-1097)
- 2003 : Volume 12, Miklós Spányi, piano à tangentes, dir. Péter Szűts et Miklós Spányi (BIS-CD-1127)
- 2004 : Volume 13, Miklós Spányi, piano à tangentes, dir. Péter Szűts et Miklós Spányi (BIS-CD-1307)
- 2012 : Volume 18, Miklós Spányi, clavecin, dir. Márta Ábrahám et Miklós Spányi (BIS-CD-1787)
- 2013 : Volume 19, Miklós Spányi, clavecin et piano-forte, dir. Márta Ábrahám et Miklós Spányi (BIS-CD-1957)
- 2014 : Volume 20 (Double Concertos), Miklós Spányi (clavecin), Tamas Szekendy (piano-forte), Cristiano Holtz (clavecin), dir. Márta Ábrahám et Miklós Spányi (BIS-CD-1967)

Les volumes 14 à 17 ont été enregistrés par Miklós Spányi avec un autre ensemble appelé Opus X Ensemble.

### Autres labels
Quelques enregistrements ont également été réalisés pour Naxos et pour le label allemand Arts, fondé en 1993, :
- 1990 : Ascanio In Alba, opéra en deux actes de Mozart, par le Chœur De L'Université De Paris-Sorbonne et le Concerto Armonico, dir. Jacques Grimbert (Naxos 8.660040-1)
- 1995 : Concerti a cinque op.9 (libro I) (1722) de Tomaso Albinoni, par Alfredo Bernardini, Paolo Grazzi et le Concerto Armonico dir. Peter Szüts (Arts CDC 097)
- 2013 : Flute Concertos de Johann Joachim Quantz par Mary Oleskiewicz (flûte) et le Concerto Armonico dir. Miklós Spányi (Naxos 8573120)